# Carlinhos Bala
Pour les articles homonymes, voir Carlinhos.
José Carlos da Silva dit Carlinhos Bala (né le 17 septembre 1979 à Recife) est un footballeur brésilien, évoluant à un poste d'attaquant.